# Pitogo (Zamboanga du Sud)
Pour municipalité de la province de Quezon, voir Pitogo.
Pitogo est une municipalité de la province de Zamboanga du Sud, aux Philippines.
Sa population est de 27 057 habitants au recensement de 2015 sur une superficie de 95,94 km2, subdivisée en 15 barangays.

## Démographie
| Année | Habitants | Évolution |
| ----- | --------- | --------- |
| 1990  | 18 389    | -         |
| 1995  | 19 870    | +1,46%    |
| 2000  | 21 064    | +1,26%    |
| 2007  | 25 231    | +2,52%    |
| 2010  | 25 502    | +0,39%    |
| 2015  | 27 057    | +1,13%    |